# Lennart Dafgård
Karl Otto Lennart Dafgård, född 28 september 1930 i Vänersborg, död 24 april 2014, var en svensk diplomat.

## Biografi
Dafgård var son till fabrikören Otto Dafgård och Doris, född Mikaloff. Han tog juris kandidatexamen 1955 innan han blev attaché vid Utrikesdepartementet (UD) 1955. Dafgård tjänstgjorde i Genève, Buenos Aires och Karachi samt vid Sveriges EG-delegation i Bryssel 1956–1970. Han var byråchef vid handelsavdelningen vid UD 1970–1973, ambassadråd i Bonn 1973–1977 och ambassadör i Maputo 1977–1980. Dafgård var därefter departementsråd vid UD 1980–1985, ambassadör i Ankara 1985–1990 och ambassadör vid UD från 1990.
Under sina sista fem år i utrikesförvaltningen hade Dafgård som ambassadör viktiga förhandlingsuppdrag på UD. Han deltog i praktiskt alla Sveriges förhandlingar med EG/EU, där hans specialitet var jordbruksområdet. I slutskedet av förhandlingarna var han chefsförhandlare för det svenska jordbruksdepartementet. Även efter sin pensionering från UD fortsatte han som rådgivare till Ungern, Polen och Lettland, för att de skulle kunna klara inträdesproven till EU.
Dafgård gifte sig 1959 med Agneta Anckarman (född 1938), dotter till borgmästaren Henry Anckarman och Margit, född Leiknaes. Dafgård avled 2014 och gravsattes på Lidingö kyrkogård.